# ライアン・ボルッキ
- ライアン・ボラッキー

ライアン・J・ボルッキ（Ryan J. Borucki, 英語発音: /ˈraɪən bɔˈrʌki/; 1994年3月31日 - ）は、アメリカ合衆国イリノイ州レイク郡マンドレイン出身のプロ野球選手（投手）。左投左打。フリーエージェント。

## 経歴

### プロ入りとブルージェイズ時代
2012年のMLBドラフト15巡目（全体475位）でトロント・ブルージェイズから指名され、プロ入り。契約後、傘下のルーキー級ガルフ・コーストリーグ・ブルージェイズでプロデビュー。4試合に登板して1勝0敗、防御率3.00、10奪三振を記録した。
2013年はトミー・ジョン手術を受けたため、全休した。
2014年はアパラチアンリーグのルーキー級ブルーフィールド・ブルージェイズとA-級バンクーバー・カナディアンズでプレーし、2球団合計で13試合（先発10試合）に登板して3勝2敗1セーブ、防御率2.37、52奪三振を記録した。
2015年はルーキー級ガルフ・コーストリーグ・ブルージェイズとA-級バンクーバーでプレーし、2球団合計で3試合（先発2試合）に登板して0勝1敗、防御率3.18、7奪三振を記録した。
2016年はA級ランシング・ラグナッツとA+級ダニーデン・ブルージェイズでプレーし、2球団合計で26試合に先発登板して11勝8敗、防御率4.18、117奪三振を記録した。オフの11月18日にルール・ファイブ・ドラフトでの流出を防ぐために40人枠入りした。
2017年にMLB.comが発表したブルージェイズの組織内でのプロスペクトランキングでは13位にランクインした。この年はA+級ダニーデン、AA級ニューハンプシャー・フィッシャーキャッツ、AAA級バッファロー・バイソンズでプレーし、3球団合計で27試合（先発26試合）に登板して8勝8敗、防御率2.93、157奪三振を記録した。
2018年は開幕はAAA級バッファローで迎えた。6月26日にメジャー初昇格を果たした。同日のヒューストン・アストロズ戦でメジャーデビュー（結果は6回2失点で敗戦投手）。デビュー戦で6回を投げて2失点以下だったのはチームの歴史の中で12人目であり、2011年のザック・スチュワート以来だった。7月2日のデトロイト・タイガース戦で、ホーム球場であるロジャーズ・センターで初先発し、7回2失点で7奪三振を記録したため、ホームでのデビュー戦ではロイ・ハラデイに次ぐ奪三振数となった。7月14日に、オプションでマイナーに降格した。7月24日に、メジャーに昇格した。8月3日のシアトル・マリナーズ戦で、8回1失点を記録し、チームも7-2で勝利したため、メジャー初の勝利投手となった。レギュラーシーズンでは、17試合に先発登板して4勝6敗、防御率3.87で8QSはアメリカンリーグの新人としては最多だった。12月5日に全米野球記者協会によって、2018年のブルージェイズの新人賞に選出された。
2019年は左肘の故障のため2試合の登板にとどまった。
2020年は21試合に登板して1勝1敗、防御率2.70、21奪三振を記録した。
2021年5月14日に左前腕屈筋の痛みで10日間の故障者リスト入りした。7月6日に60日間の故障者リスト入りとなり、翌7日からAAA級バッファローに配属されてリハビリを行なった。7月16日に60日間の故障者リストから復帰した。この年は24試合に登板して3勝1敗、防御率4.94、21奪三振を記録した。
2022年5月31日にDFAとなった。

### マリナーズ時代
2022年6月4日にタイラー・キーナンとのトレードで、シアトル・マリナーズへ移籍した。オフの11月9日にFAとなった。

### カブス傘下時代
2023年1月4日にマイナー契約でシカゴ・カブスと契約を結んだ。1月7日に傘下AAA級のアイオワ・カブスへ配属された。4月30日にメジャー契約を結び、アクティブロースター入りした。ただし、1試合も出場することはなく、5月2日にDFAとなった後、5月5日に傘下AAA級のアイオワに降格、5月7日にFAとなった。

### パイレーツ時代
2023年5月9日にピッツバーグ・パイレーツとマイナー契約を結び、5月10日に傘下AAA級のインディアナポリス・インディアンズに配属された。6月18日にメジャー契約を結び、アクティブロースター入りした。背番号は43。
2024年は14試合に登板したものの、3ホールドを記録したのみで防御率も7.36と首脳陣の期待に応えることが出来なかった。オフの10月31日に一度はFAとなるも、翌2025年1月15日にマイナー契約で契約を結び直し、同年のスプリングトレーニングには招待選手として参加した。オープン戦では10試合に登板して2勝0敗2ホールド、防御率0.93とアピールに成功し、3月26日にピーター・ストレゼレッキと入れ替わって開幕ロースター入りを果たした。8月15日にDFAとなり、8月18日に自由契約となった。

## 選手としての特徴
最速97.8mph（約157.4km/h）を計測する速球の他、スライダー、チェンジアップといった変化球を投げる。

## 詳細情報

### 年度別投手成績
| 年 度    | 球 団    | 登 板 | 先 発 | 完 投 | 完 封 | 無 四 球 | 勝 利 | 敗 戦 | セ 丨 ブ | ホ 丨 ル ド | 勝 率 | 打 者 | 投 球 回 | 被 安 打 | 被 本 塁 打 | 与 四 球 | 敬 遠 | 与 死 球 | 奪 三 振 | 暴 投 | ボ 丨 ク | 失 点 | 自 責 点 | 防 御 率 | W H I P |
| -------- | -------- | ----- | ----- | ----- | ----- | -------- | ----- | ----- | -------- | ----------- | ----- | ----- | -------- | -------- | ----------- | -------- | ----- | -------- | -------- | ----- | -------- | ----- | -------- | -------- | ------- |
| 2018     | TOR      | 17    | 17    | 0     | 0     | 0        | 4     | 6     | 0        | 0           | .400  | 415   | 97.2     | 96       | 7           | 33       | 3     | 2        | 67       | 2     | 0        | 48    | 42       | 3.87     | 1.32    |
| 2019     | TOR      | 2     | 2     | 0     | 0     | 0        | 0     | 1     | 0        | 0           | .000  | 40    | 6.2      | 15       | 2           | 6        | 0     | 0        | 6        | 0     | 0        | 10    | 8        | 10.80    | 3.15    |
| 2020     | TOR      | 21    | 0     | 0     | 0     | 0        | 1     | 1     | 0        | 3           | .500  | 73    | 16.2     | 12       | 1           | 12       | 1     | 0        | 21       | 0     | 0        | 5     | 5        | 2.70     | 1.44    |
| 2021     | TOR      | 24    | 0     | 0     | 0     | 0        | 3     | 1     | 0        | 1           | .750  | 98    | 23.2     | 18       | 5           | 11       | 0     | 1        | 21       | 2     | 0        | 14    | 13       | 4.94     | 1.23    |
| 2022     | TOR      | 11    | 0     | 0     | 0     | 0        | 0     | 0     | 0        | 2           | ----  | 33    | 6.1      | 7        | 2           | 5        | 0     | 1        | 8        | 0     | 0        | 7     | 7        | 9.95     | 1.89    |
| 2022     | SEA      | 21    | 0     | 0     | 0     | 0        | 2     | 0     | 0        | 4           | 1.000 | 78    | 19.0     | 17       | 4           | 6        | 0     | 1        | 13       | 5     | 0        | 9     | 9        | 4.26     | 1.21    |
| '22計    | SEA      | 32    | 0     | 0     | 0     | 0        | 2     | 0     | 0        | 6           | 1.000 | 111   | 25.1     | 24       | 6           | 11       | 0     | 2        | 21       | 5     | 0        | 16    | 16       | 5.68     | 1.38    |
| 2023     | PIT      | 38    | 2     | 0     | 0     | 0        | 4     | 0     | 0        | 9           | 1.000 | 152   | 40.1     | 26       | 4           | 4        | 0     | 4        | 33       | 1     | 0        | 11    | 11       | 2.45     | 0.74    |
| 2024     | PIT      | 14    | 0     | 0     | 0     | 0        | 0     | 0     | 0        | 3           | ----  | 51    | 11.0     | 14       | 2           | 4        | 0     | 1        | 13       | 0     | 0        | 10    | 9        | 7.36     | 1.64    |
| MLB：7年 | MLB：7年 | 148   | 21    | 0     | 0     | 0        | 14    | 9     | 0        | 22          | .609  | 940   | 221.1    | 205      | 27          | 81       | 4     | 10       | 182      | 10    | 0        | 114   | 104      | 4.20     | 1.29    |

- 2024年度シーズン終了時

### ポストシーズン投手成績
| 年 度     | 球 団     | シ リ ｜ ズ | 登 板 | 先 発 | 勝 利 | 敗 戦 | セ ｜ ブ | 打 者 | 投 球 回 | 被 安 打 | 被 本 塁 打 | 与 四 球 | 敬 遠 | 与 死 球 | 奪 三 振 | 暴 投 | ボ ｜ ク | 失 点 | 自 責 点 | 防 御 率 |
| --------- | --------- | ----------- | ----- | ----- | ----- | ----- | -------- | ----- | -------- | -------- | ----------- | -------- | ----- | -------- | -------- | ----- | -------- | ----- | -------- | -------- |
| 2020      | TOR       | ALWC        | 1     | 0     | 0     | 0     | 0        | 2     | 0.2      | 0        | 0           | 0        | 0     | 0        | 1        | 0     | 0        | 0     | 0        | 0.00     |
| 出場：1回 | 出場：1回 | 出場：1回   | 1     | 0     | 0     | 0     | 0        | 2     | 0.2      | 0        | 0           | 0        | 0     | 0        | 1        | 0     | 0        | 0     | 0        | 0.00     |

- 2024年度シーズン終了時

### 年度別守備成績
| 年 度 | 球 団 | 投手（P） | 投手（P） | 投手（P） | 投手（P） | 投手（P） | 投手（P） |
| 年 度 | 球 団 | 試 合     | 刺 殺     | 補 殺     | 失 策     | 併 殺     | 守 備 率  |
| ----- | ----- | --------- | --------- | --------- | --------- | --------- | --------- |
| 2018  | TOR   | 17        | 3         | 10        | 1         | 1         | .929      |
| 2019  | TOR   | 2         | 0         | 0         | 0         | 0         | ----      |
| 2020  | TOR   | 21        | 0         | 1         | 0         | 0         | 1.000     |
| 2021  | TOR   | 24        | 0         | 4         | 0         | 0         | 1.000     |
| 2022  | TOR   | 11        | 0         | 2         | 0         | 0         | 1.000     |
| 2022  | SEA   | 21        | 0         | 3         | 0         | 0         | 1.000     |
| '22計 | SEA   | 32        | 0         | 5         | 0         | 0         | 1.000     |
| 2023  | PIT   | 38        | 0         | 5         | 1         | 0         | .833      |
| MLB   | MLB   | 134       | 3         | 25        | 2         | 1         | .933      |

- 2023年度シーズン終了時

### 背番号
- 56（2018年 - 2022年5月30日）
- 30（2022年6月6日 - 同年終了）
- 43（2023年 - 2025年）